# Die Pflicht, glücklich zu sein
Die Pflicht, glücklich zu sein (französisch: Propos sur le bonheur) ist das im deutschsprachigen Raum mit Abstand bekannteste Buch des französischen Philosophen Emile-Auguste Chartier, veröffentlicht unter seinem Pseudonym Alain. Die Sammlung kurzer pointierter Betrachtungen zum Thema „Lebensführung“ stammt von 1925. Die erste deutsche Übersetzung kam 1960 heraus.

## Titel
Der deutsche Titel des Buches geht auf eine vielzitierte Bemerkung des schottischen Schriftstellers Robert Louis Stevenson zurück: Keine Pflicht wird so sehr vernachlässigt wie die Pflicht, glücklich zu sein.

## Charakter
Von der Überzeugung geleitet, kein Mensch habe auf Erden einen schlimmeren Feind als sich selbst, spielt Alain an alltäglichen Vorfällen den Gegensatz von negativem und positivem Denken durch – wie man heute sagen würde. Bei der Kunst, jeder Situation das Beste abzugewinnen, hilft ihm sein unerschütterlicher Glaube an die Willensfreiheit. „Wer reich werden will, wird reich.“ Er muss nur die dazu erforderlichen Schritte unternehmen. Weiter hält der Sohn eines Tierarztes große Stücke auf den physiologischen Blickwinkel: ein verkrampfter Brustkorb wird die wenigsten Menschen zuversichtlich stimmen. Andererseits gibt er viel auf Formen: „Ein nackter Mensch ist zügellos.“ Wenn Alains Überlegungen weit über den bekannten Volksglauben hinausgehen, jeder sei seines Glückes eigener Schmied, dann aufgrund seiner wohltuend anschaulichen, schlichten, gleichwohl ungewöhnlich funkelnden Sprache. Sie schält von jedem Gegenstand, den sie umkreist, Einsichten und Anregungen wie von einem rohen Diamanten ab. Schon dieser „Abfall“ an Splittern hat den Rang von Aphorismen.

## Zitat
„Ein Verliebter, der nicht mehr schläft, oder ein Mensch, dessen Ehrgeiz enttäuscht worden ist: woran leiden sie eigentlich? Diese Art von Leiden liegt ganz im Denken, obwohl man ebensogut sagen könnte, daß sie ganz im Körper liege. Die Erregung, die den Schlaf vertreibt, kommt nur von den leeren Entschlüssen, die nichts entscheiden und, indem sie auf den Körper zurückwirken, diesen wie einen Karpfen auf dem Trockenen zappeln lassen. Es gibt etwas Gewalttätiges in der Unentschlossenheit. 'Schluß jetzt; ich werde mit allem brechen.' Aber sogleich sieht der Gedanke Versöhnungsmöglichkeiten. Man wägt die Folgen des einen Schrittes gegen die des anderen ab, ohne je von der Stelle zu kommen. Die Wohltat wirklichen Handelns besteht darin, daß die Möglichkeit, für die man sich nicht entschieden hat, vergessen wird und, genaugenommen, auch gar nicht mehr existiert, weil das Handeln alles verändert hat. Nur in Gedanken handeln dagegen ist nichts; alles bleibt, wie es war. In jedem Handeln gibt es ein Element des Glücksspiels; denn man muß seine Überlegungen abbrechen, bevor der Gegenstand erschöpft ist.“

## Wirkung
Die erste deutsche Ausgabe des Buches erschien 1960 im Düsseldorfer Karl Rauch Verlag. Schon ihr waren bis 1965 drei Auflagen beschieden. 1975 ging die Lizenz an Suhrkamp. In diesem Verlag erlebte und erlebt das Buch bis heute über ein Dutzend Auflagen.
Zur deutschen Erstausgabe schrieb der Spiegel, der Autor habe in den Jahren vor und nach dem Ersten Weltkrieg als der „feuilletonistische Moral-Lehrer des französischen Mittelstands“ gegolten, dessen Lebensstil mit der „Dritten Republik“ untergegangen sei. Zu den Heilmitteln, mit denen Alain den menschlichen Widrigkeiten zu Leibe rücke, zählten Gähnen, Tanzen und Gymnastik.

„Kompliziertere gesellschaftliche Zusammenhänge passen zu diesen Lebenslehren ebensowenig wie Kriege und ähnliche Katastrophen, die das Jahrhundert terrorisieren. Das geistvolle und höfliche Buch, von Essay-Schreiber Albrecht Fabri (‚Der rote Faden‘) in prägnantes Deutsch übersetzt, kommt eben recht, um seinen Teil zur bundesdeutschen Restauration beizutragen.“

## Ausgaben
Alle derzeit verfügbaren Ausgaben (2011) übersetzte Albrecht Fabri aus dem Französischen und schrieb dazu auch ein Nachwort.
- Karl Rauch Verlag, Düsseldorf 1960 (EA)
- Suhrkamp Verlag, Frankfurt/M. 2005, ISBN 978-3-518-06821-2.
- Suhrkamp, Frankfurt/M. 2005, ISBN 3-518-01470-6 (Bibliothek Suhrkamp; 470).
- Suhrkamp, Frankfurt/M. 1982, ISBN 3-518-37359-5 (st; 859).